# フランク・ローマ皇帝
フランク・ローマ皇帝（フランク・ローマこうてい、ドイツ語: römischen Kaiser ,フランス語: Empereur d’Occident）はフランク王を兼ねていた最初期の神聖ローマ皇帝を指す仮定上の表記である。西暦800年のカール大帝戴冠によってはじまり、924年のベレンガーリオ1世暗殺で終わる。

## 概要
フランク・ローマ皇帝は大概は«ローマ人の皇帝»（ラテン語: imperator Romanorum）ないし«ローマ帝国の皇帝»（ラテン語: imperator Romanum gubernans imperium）の称号を帯びている。西方帝位（せいほうていい）、西ローマ皇帝とも呼ばれるが、古代西ローマ帝国の皇帝とは根本的に異なる。古代西ローマ皇帝は東ローマ皇帝と統治権を分け合う制度のもとでお互いの帝位を承認しあっていたが、フランク・ローマ皇帝は唯一のローマ皇帝を称していて東ローマ皇帝を僭称と見なしていた。東ローマ皇帝もまたフランク・ローマ皇帝をフランク皇帝と認めたがローマ皇帝とは認めておらずブルガリア皇帝と同じ扱いをしている。
カール大帝が築いた帝国はカロリング帝国とも呼ばれる。帝位は現在のフランス、ドイツ、イタリアを統一した初代カール大帝の直系に受け継がれてきたがフォントノワの戦いなどによる相続争いの結果、曾孫のルートヴィヒ2世の代になると直接統治する範囲はイタリアに限定された。フランスやドイツにおける、皇帝でない君主たちは全てフランク王を名乗っていた。その後、同じくカール大帝の曾孫にあたるカール3世が相続によって唯一のフランク王となり帝国を再統一するが、意欲も才覚もない皇帝の統治は長く続かず887年の退位と帝国分裂によってカロリング帝国は崩壊する。
帝国が崩壊してなお帝位は消滅せずイタリア王が得るべき最高権威として残った。カール大帝の女系子孫たちがイタリア王位と帝位をめぐって争い続けて様々な家系から皇帝が登場したが、924年にベレンガーリオ1世が暗殺されてからは帝位を得るほどの実力者は途絶える。歴代イタリア王たちは帝位を狙うも果たせなかった。962年に東フランク王（ドイツ王）のオットー1世大帝がイタリア王を兼ねた上で皇帝として戴冠したことで帝位は再興し、以後の実質ドイツ王である皇帝はフランク・ローマ皇帝の後継者であることを自認している。

## 歴史

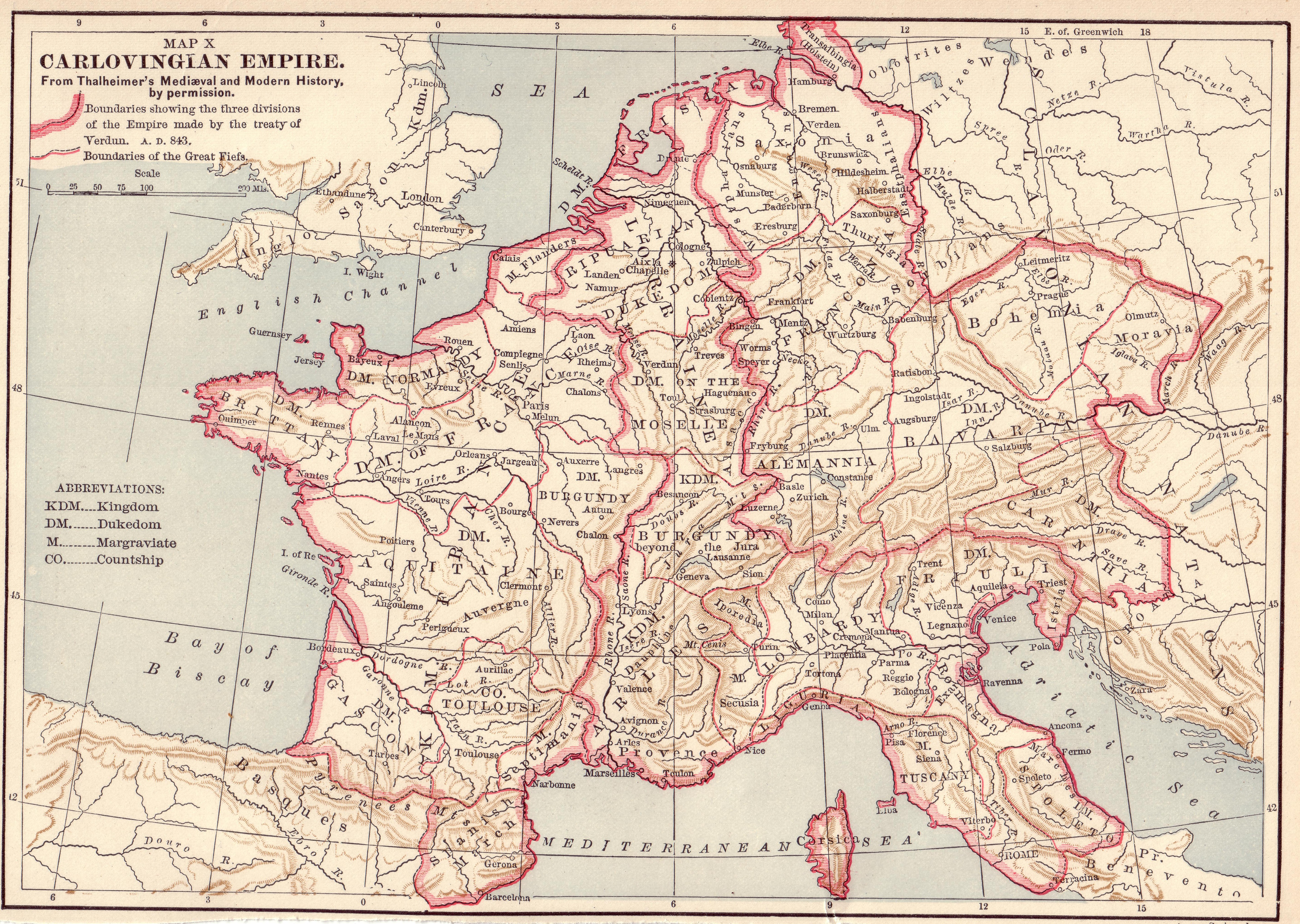
カロリング帝国の拡大図

797年に東ローマ帝国でエイレーネーが皇帝コンスタンティノス6世を追放してローマ皇帝史上初めての女帝を名乗るクーデターが発生した。この女帝即位はローマ帝国の西方では僭称として認められず、帝国西方においてはローマ皇帝が空位の状態であるとみなされた。そのためローマ教皇レオ3世は800年12月25日にローマのサン・ピエトロ大聖堂にてクリスマスのミサが執り行われている最中に、コンスタンティノス6世の正統な後継者としてフランク国王カール1世にローマ皇帝の冠を授けた。自らを古代ローマ皇帝の後継者であると見做していた東ローマ皇帝（東方帝位、フランス語: Empereur d'Orient）は当初はカールの皇帝号を承認しなかった。しかし、812年に東ローマ皇帝ミカエル1世ランガベーは811年の対ブルガリア戦で自軍が壊滅した際にカールからの支援を考慮に入れてその皇帝号を正式に承認した。カールはその見返りとしてヴェネツィアとダルマチアを東ローマ帝国に譲渡した。しかし、12、13世紀に東ローマ皇帝はこの皇帝号に対して異議を申し立てている。
このローマ皇帝位は東ローマ皇帝との対比から西ローマ皇帝と表記されることもあるが、この皇帝位はあくまでコンスタンティノス6世の正統な後継者である「ローマ帝国全土の皇帝」であって、ロムルス・アウグストゥルス以降に途絶えていた（同じく西ローマ皇帝と表記される）西方正帝の復活ではなかったことに注意を要する。また、カールの戴冠は建国ではなく、フランク王国もカールの戴冠によって帝国へと変貌を遂げたわけではない。カールは戴冠によって既にあったローマ帝国の皇帝位を受け継いだだけであり何らかの帝国組織や帝国制度を創出したわけではないし、フランク王国もカール戴冠の時点では既に帝国の様相を呈しており、教皇は既にあったカールの帝国に聖別を施しただけというべきだからである。この勢力は厳密にはローマ帝国と異なる国家ではなくローマ帝国内での皇帝権を巡る争いでしかなかったため「ローマ帝国」以外の特別な国名を持たなかったが、歴史学では西の帝国、西ローマ帝国、フランク帝国、カロリング帝国、神聖ローマ帝国の『ローマ帝国期』など様々な名前で呼ばれており、それらの名前が指し示す範囲は必ずしも同一ではない。
814年に帝位を継承したカール大帝の息子・フランク王ルートヴィヒ1世敬虔王は自身の息子への帝位継承権を固めることを望んでおり、817年7月にアーヘンにて«帝国の秩序について» (Ordinatio imperii) の布告を出した。その長子ロタール1世は父との共同皇帝として共同統治者であることが宣言されてネウストリア、アウストラシア、ザクセン、テューリンゲン, アレマニア、セプティメーヌ、プロヴァンス及びイタリアといった帝国のかなりの領域の支配権を委ねられた。他方、次男のピピン1世にはアキテーヌ、バスコニア及びスペイン辺境伯領が、三男のルートヴィヒ2世ドイツ人王にはバイエルンとケルンテンがそれぞれ与えられた。しかし公的文書においてロタール1世の名が父と併記して見受けられるのは825年まででしかない。
823年4月5日にローマのサン・ピエトロ大聖堂にてロタール1世はローマ教皇パスカリス1世の手によって皇帝として戴冠している。皇帝に即位後のロタール1世は父ルートヴィヒ1世に対抗するために兄弟達との仲を回復したことは一度もなく、父の廃位を何度も試みたものの果たすことは出来ずに834年にその主力軍が壊滅したことで自身は赦免を乞うことを余儀なくされた。結果、ロタール1世は共同皇帝の称号を剥奪されて父の支配権のもとで僅かにイタリアだけが残されたのである。
840年にルートヴィヒ1世が死ぬとロタール1世は父の遺産を全て相続しようと試みたが、これが弟のルートヴィヒ2世及びシャルル2世禿頭王との争いを引き起こすこととなった。841年にロタール1世はフォントノワの戦いで完敗して843年に弟達との間で帝国が三分割されたことが明白となったヴェルダン条約を締結した。ロタール1世が保持できたのは、中部イタリア、ブルゴーニュ、プロヴァンス、西アウストラシアといった中部フランク王国の領域及び皇帝号である。
855年にロタール1世が死ぬとその領域は息子達の間で分割された。皇帝号は父の存命中に戴冠したロドヴィコ2世が手に入れたが、これと同時にイタリア王の称号とも結び付けられたことが事実上明白となった。ロドヴィコ2世は南イタリアを従属下におき、さらに弟の死後にプロヴァンスとロタリンギアを相続することで領土を拡大させることに成功した。だが、その南イタリア支配は東ローマ帝国が支援を打ち切ったことで終焉を迎えた。
875年にロドヴィコ2世が没したことでイタリアにおけるカロリング朝の血筋は断絶した。皇帝号とイタリアは西フランク国王シャルル2世が獲得した。877年にシャルル2世が死ぬとイタリア王位は甥のカール3世肥満王が獲得した。881年には皇帝として戴冠し、884年にはカロリング帝国の復興を果たしたが、その統一は非常に短命であったのは明白であった。カール3世は887年末の段階で既に廃位され、皇帝号は最終的に幾つかに分裂した。
それ以降、皇帝の座はその地位を喪失することになったものの、それを巡る争いは継続された。最初はカロリング家の遠縁であるフリウーリ辺境伯ベレンガーリオ1世（母はルートヴィヒ1世の娘）がイタリア王として戴冠したが、同じくイタリア王に即位したスポレート公グイードによってじきに取って代わられた。両人の争っている間はイタリアは事実上二分化されていた。891年にグイードは皇帝として戴冠して892年には ランベルトにイタリア王位を授けることに成功している。
894年にグイードが死ぬとベレンガーリオ1世は王位を巡る争いを再開させたが、895年にカール3世の甥にあたる東フランク国王アルヌルフの侵略を受けてランベルトと休戦を結んだ。アルヌルフはローマを征服することに成功して896年12月に皇帝として戴冠した。 己の成功を発展させることは病気によって妨げられて東フランクに帰還することを余儀なくされ、そこで3年後の899年に死んだ。896年末にランベルトとベレンガーリオ1世は東フランクの勢力をイタリアから一掃することに成功し、正式に二度目のイタリア分割を行った。
898年にランベルトが死んだことでベレンガーリオ1世は単独のイタリア王となったが、すぐにロドヴィコ2世の娘を母とする下ブルグント国王ルイ3世に取って代わられた。ルイ3世の統治はベレンガーリオ1世時代のイタリア上流層からの不平不満を呼ぶこととなった。900年秋にルイ3世はイタリア王として戴冠して翌901年2月22日にはローマ教皇ベネディクトゥス4世の手でローマにて帝冠を授けられた。しかしベレンガーリオ1世は戦いを止めることはなく、905年6月21日にヴェローナにてルイ3世を捕虜とすることに成功している。捕虜となったルイ3世は盲目にされてプロヴァンスに追放されてそこで余生を送ることとなった。
916年になってようやくベレンガーリオ1世はローマ教皇ヨハネス10世の手で皇帝として戴冠した。数年後に再び皇帝に不満を抱く勢力が結成され、彼らは上ブルグント国王ルドルフ2世に支援を求めた。923年6月23日に決定的な敗北を喫したベレンガーリオ1世はマジャル人に支援を求めたものの、このことは最終的に自らの支援者の離反を招き、924年4月7日に裏切りに遭って殺害される羽目に陥ったのである。
ベレンガーリオの死を以て皇帝号は消滅し、以後、イタリアは数十年間に渡って幾つもの北イタリアやブルグントの貴族達が支配権を巡って争う競合状態に陥った。ローマの教皇の地位はパトリキの完全な統制下におかれたことが明白となった。しかし、イタリアの貴族層に打ち勝ったドイツ国王オットー1世は962年に即位のための塗油の儀式を受けて皇帝として戴冠した。これを以て神聖ローマ皇帝の誕生と見做されている。
もっとも見たところによると、オットー1世自身は新しい皇帝号を創始しようとする意図はなく、もっぱらカール大帝の後継者であると見做していたそうである。最終的に東フランク王国（ドイツ）が西フランク王国（フランス）から分離してドイツと北イタリアの領域を根幹とし、ローマ皇帝の後継者及び教会の保護者の地位を求める者が支配する新国家が形成された時点を以て皇帝位がドイツ王位に事実上移行されたことが示されたのである。

## 歴代皇帝一覧

### カロリング朝
| 肖像画 | 名前            | 生涯                        | 戴冠日                             | 退位ないし死去 | 先代との関係          | 貨幣 |
| ------ | --------------- | --------------------------- | ---------------------------------- | -------------- | --------------------- | ---- |
|        | カール1世       | 742年4月2日 - 814年1月28日  | 800年12月25日                      | 814年1月28日   |                       |      |
|        | ルートヴィヒ1世 | 778年 - 840年6月20日        | 816年10月5日                       | 840年6月20日   | カール1世の息子       |      |
|        | ロタール1世     | 795年 - 855年9月29日        | 823年4月5日                        | 855年9月29日   | ルートヴィヒ1世の長男 |      |
|        | ルートヴィヒ2世 | 825年 - 875年8月12日        | 1次 850年の復活祭 2次 872年5月18日 | 875年8月12日   | ロータル1世の息子     |      |
|        | カール2世       | 823年6月13日 - 877年10月6日 | 875年12月29日                      | 877年10月6日   | ルートヴィヒ1世の四男 |      |
|        | カール3世       | 839年6月13日 - 888年1月13日 | 881年2月12日                       | 888年1月13日   | ルートヴィヒ1世の孫   |      |

### グイード朝
| 肖像画 | 名前           | 生没年                | 戴冠日       | 退位ないし死去 | 先代との関係      | 貨幣 |
| ------ | -------------- | --------------------- | ------------ | -------------- | ----------------- | ---- |
|        | グイド         | 855年 - 894年12月12日 | 891年5月     | 894年12月12日  | ロータル1世の曾孫 |      |
|        | ランベルトゥス | 880年 - 898年10月15日 | 892年4月30日 | 898年10月15日  | グイドの息子      | -    |

### カロリング朝
| 肖像画 | 名前       | 生没年               | 戴冠日       | 退位ないし死去 | 先代との関係                             | 貨幣 |
| ------ | ---------- | -------------------- | ------------ | -------------- | ---------------------------------------- | ---- |
|        | アルヌルフ | 850年 - 899年12月8日 | 896年2月22日 | 899年12月8日   | カール2世の甥 かつ ルートヴィヒ1世の曾孫 | -    |

### ボゾ朝
| 肖像画 | 名前                       | 生没年               | 戴冠日       | 退位ないし死去 | 先代との関係        | 貨幣 |
| ------ | -------------------------- | -------------------- | ------------ | -------------- | ------------------- | ---- |
|        | ルートヴィヒ3世 （盲目王） | 880年 - 928年6月28日 | 901年2月22日 | 905年7月21日   | ルートヴィヒ2世の孫 | -    |

### ウンロシング朝
| 肖像画 | 名前              | 生没年              | 戴冠日    | 退位ないし死去 | 先代との関係          | 貨幣 |
| ------ | ----------------- | ------------------- | --------- | -------------- | --------------------- | ---- |
|        | ベレンガーリオ1世 | 845年 - 924年4月7日 | 915年12月 | 924年4月7日    | ルートヴィヒ1世の曾孫 | -    |